# Ruth Bondy
Ruth Bondy, née Bondyova le 19 juin 1923 et morte le 14 novembre 2017, est une journaliste et traductrice tchèque puis israélienne. Elle reçoit le prix Sokolov en 1987 et le prix Tchernichovsky (en) en 2014. 

## Enfance et éducation
Bondy est née le 19 juin 1923 à Prague. Elle étudie la littérature et le journalisme en Tchécoslovaquie et rejoint, adolescente, un groupe sioniste, le NeZaH (Éternité). Son père Yoseph, banquier, meurt à Dachau en 1945 tandis que sa mère, nommée Frantzi, meurt d'un empoisonnement du sang à Theresienstadt en 1942. 

## Carrière
Bondy commence sa carrière en tant que traductrice pour l’agence de presse UP dans les années 1940 en tant que traductrice de l'anglais vers le tchèque mais doit mettre un terme à sa carrière lors du déclenchement de la guerre. Elle participe alors au mouvement sioniste clandestin de Prague. Juive, elle est envoyée à Theresienstadt en 1942 où elle travaille dans les champs puis à Birkenau en 1943 où elle s'occupe des enfants avant leur envoi vers les chambres à gaz. Là, elle y reçoit le numéro 72430. Après son arrivée en Israël, elle le fera enlever. Elle est libérée de Bergen-Belsen en 1945, alors qu'elle ne pèse plus de 35 kg. Seuls quatre membres de sa famille survivent : sa grand-mère, un de ses cousins, sa sœur et elle-même,.  
Après la fin de la Seconde Guerre mondiale, Bondy entre dans l'armée en tant que volontaire et s'installa à Haïfa en Israël, en 1948. Après son arrivée en Israël, Bondy devient journaliste pour Davar avant de travailler pour Devar ha-Shavua et Omer à partir de 1953. Elle reste dans le journalisme pendant plus de trente ans tout en enseignant à l'Université de Tel Aviv. Dans les années 1950, elle fait également partie de l'émission de radio la plus populaire d'Israël, Three In A Boat,.
En dehors du journalisme, Bondy traduit près de 50 livres tchèques en hébreu et écrit plusieurs biographies, dont une sur Jakob Edelstein (en) et une sur Pinchas Rosen. Son livre de 1976, The Emissary: The Life of Enzo Sereni, remporte le Prix Yitzhak Sadeh (en). Ses propres ouvrages en hébreu sont également traduits en tchèque. Bien qu'elle ne veuille pas être considérée comme seulement une « survivante de la Shoah », ses ouvrages sont très souvent orientés sur le sujet. 
Elle meurt le 14 novembre 2017 à Ramat Gan à l'âge de 94 ans.

## Œuvres
- The Emissary: The Life and Death of Enzo Sereni (1973)
- Small Comforts (1975)
- Felix: Pinhas Rosen and his Time (1980)
- Chaim Sheba: Physician for All People (1981)
- Signed and Sealed: A Guide to Journalistic Writing (1982)
- Elder of the Jews: Jacob Edelstein of Theresienstadt (1989)
- Shvarim Shlemin (1997) - autobiographie
- Uprooted Roots (2002)
- Lo Rak Kafka Ve Ha-golem (2014) - livre de cuisine

### Traductions en hébreu
- Les Aventures du brave soldat Švejk de Jaroslav Hašek (1980)
- L'immortalité de Milan Kundera (1991)
- La vie avec une étoile de Jiří Weil (1991)
- Call Me Friend: Le journal pour enfants "Kamarad" du ghetto de Theresienstadt, 1943-1944 (1998)

## Prix et distinctions
En 1967, Bondy est la première femme à recevoir le prix Sokolov. En 2014, elle a reçu le prix Tchernichovsky. Parmi les autres prix attribués à Bondy figurent les prix Jiri Theiner et Gratias Agit. 